# Jaap Nunes Vaz

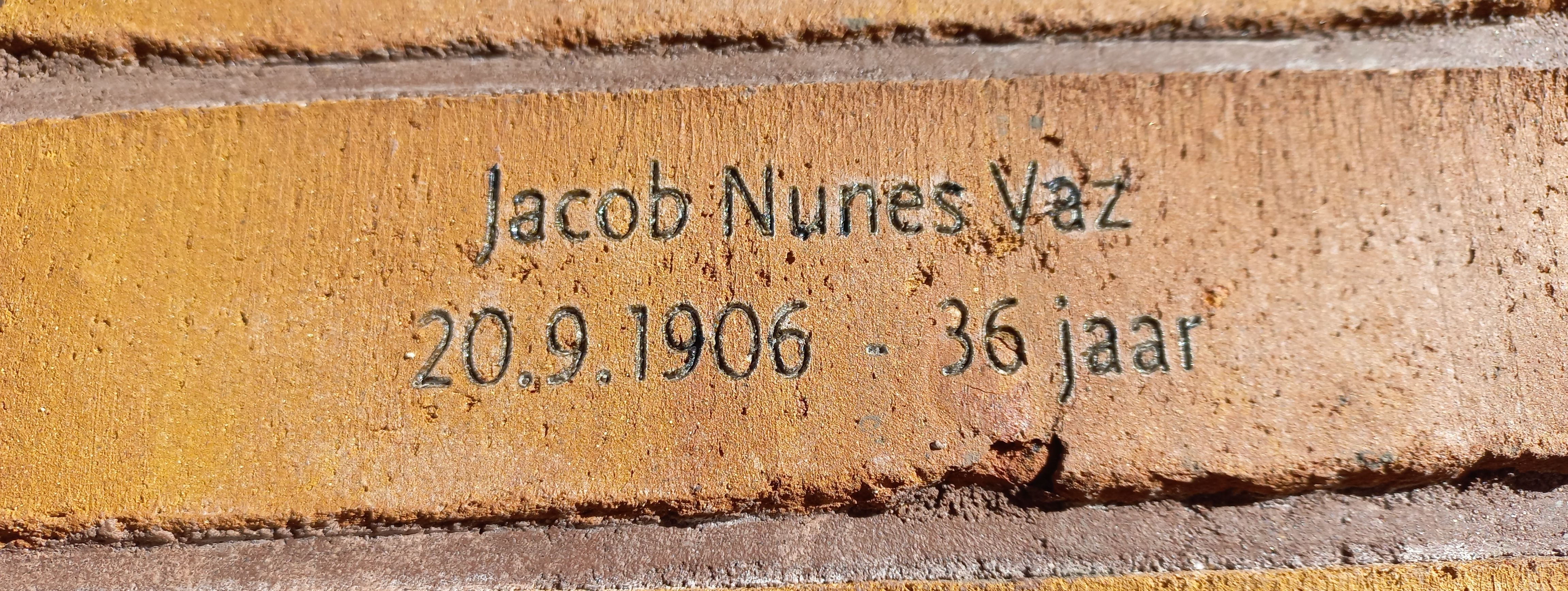
Steen in Nationaal Holocaust Namenmonument (november 2022)

Jacob (Jaap) Nunes Vaz (Amsterdam, 20 september 1906 - Sobibór, 13 maart 1943) was een Nederlandse journalist van Joodse afkomst. Hij was een van de oprichters van de verzetskrant Het Parool.

## Levensloop
Jaap Nunes Vaz was het enige kind van rijwielhandelaar Isaäc Nunes Vaz (1869-1933) en Daatje Kinsbergen (1875-1943). Nunes Vaz studeerde aan de hbs en liep stage bij de Volkenbond. Vervolgens kreeg hij een aanstelling bij het persbureau Vaz Dias, dat later opging in het ANP. Daar klom hij op tot chef verslaggeverij. Hij was aangesloten bij de Onafhankelijke Socialistische Partij.
Vanwege zijn Joodse afkomst werd Nunes Vaz al op 15 mei, de dag van de Nederlandse overgave, ontslagen bij het ANP. Hij deed vervolgens vertaalwerk en schreef een boekje over de luchtvaart. In december 1940 vond op Nunes Vaz' kamer aan de Keizersgracht de eerste redactievergadering van verzetskrant Het Parool plaats. Daarbij waren Frans Goedhart, Lex Althoff, Koos Vorrink, Hans Warendorf en Maurits Kann aanwezig. Althoff en Nunes Vaz verzorgden de berichtgeving over de Duitsers en hun Nederlandse handlangers, terwijl de anderen artikelen van politieke aard leverden.
Nunes Vaz weigerde een jodenster te dragen. Hij dook vanaf mei 1942 onder bij Pierre Helderman aan de Rijkstraatweg 69 in Wageningen. Hij droeg de naam J.N. Vos. In het geval hij bekenden zou tegenkomen die hem aanspraken met Vaz, dan kon dat makkelijk worden uitgelegd als dat zij hem aanspraken als Vos. De redactie van Het Parool vergaderde meerdere keren in Wageningen. De Duitsers kregen weet van Nunes Vaz onderduikadres. Op 25 oktober 1942 werd hij gearresteerd. Via het zogeheten Oranjehotel in Scheveningen en Kamp Westerbork werd hij overgebracht naar Sobibór, waar hij op 13 maart 1943 vermoord werd. Zijn moeder verloor een maand later op dezelfde plek het leven.

## Postuum
In 1953 werd in Amsterdam-Slotermeer de Jaap Nunes Vazstraat naar hem vernoemd. Zijn naam komt voor op het Holocaust Namenmonument in Amsterdam.